# United States Fish and Wildlife Service
Lo United States Fish and Wildlife Service (FWS) è una agenzia del Dipartimento degli Interni degli Stati Uniti che si occupa della gestione e conservazione della fauna selvatica, della pesca e degli habitat naturali.
Il FWS gestisce inoltre alcuni dei monumenti nazionali degli Stati Uniti.

## Obiettivi
Secondo quanto indicato nel suo statuto il FWS ha i seguenti obiettivi:
- Favorire lo sviluppo e l'applicazione di una gestione ambientale eticamente corretta basata su principi ecologici, conoscenze scientifiche del pesce e della fauna selvatica, e senso di responsabilità morale.
- Fornire una guida per la conservazione, sviluppo e gestione del pesce e delle risorse della fauna selvatica nazionale (degli Stati Uniti).
- Gestire un programma nazionale per permettere al pubblico di comprendere, apprezzare e utilizzare correttamente le risorse ittiche e della fauna selvatica.

## Organizzazione
L'agenzia ha una sede centrale ad Arlington (Virginia) ed è poi strutturata sul territorio con 8 divisioni regionali e circa 700 sedi locali distribuite su tutto il territorio degli Stati Uniti.
Le divisioni regionali sono:
- Pacific Region (Hawaii, Idaho, Oregon, Washington e le Isole del Pacifico quali: Samoa Americane, Guam, Isole Marianne Settentrionali, Stati Federati di Micronesia, Isole Marshall e Palau)
- Southwest Region (Arizona, Nuovo Messico, Texas, e Oklahoma)
- Midwest Region (Illinois, Indiana, Iowa, Michigan, Minnesota, Missouri, Ohio e Wisconsin)
- Southeast Region (Alabama, Arkansas, Florida, Georgia, Kentucky, Louisiana, Mississippi, Carolina del Nord, Carolina del Sud, Tennessee, Porto Rico e le Isole Vergini Americane)
- Northeast Region (Connecticut, New Hampshire, Vermont, Delaware, New York, Virginia, Maine, New Jersey, Virginia Occidentale, Maryland, Pennsylvania, Massachusetts, Rhode Island)
- Mountain-Prairie Region (Colorado, Kansas, Montana, Nebraska, Dakota del Nord, Dakota del Sud, Utah e Wyoming)
- Alaska Region (Alaska)
- Pacific Southwest Region (California, Nevada ed il bacino del Klamath in Oregon)

## Attività e programmi

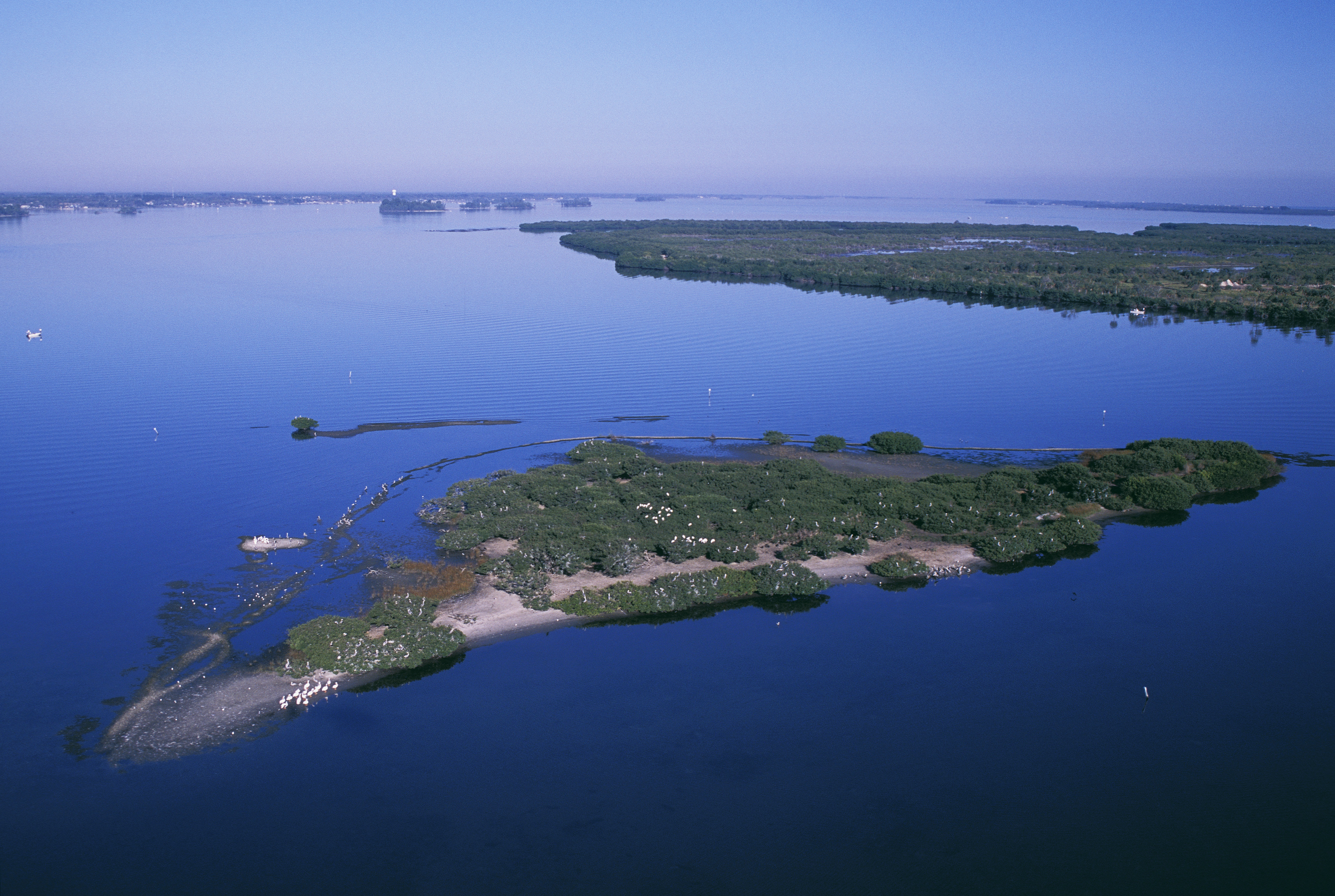
Pelican Island

All'interno del FWS sono presenti una numerosa quantità di attività e programmi finalizzati alla conservazione della natura e della sua biodiversità. Fra questi sono particolarmente significativi i seguenti:
- National Wildlife Refuge System: è un insieme di terreni ed acque di proprietà dello stato che permettono la conservazione di specie vegetali ed animali. Il primo di questi fu il Florida Pelican Island designato dal presidente Theodore Roosevelt nel 1903 per proteggere i pellicani bruni e altri uccelli nativi che nidificavano sull'isola. Attualmente (2010) esistono 551 rifugi e circa 40 aree umide con una occupazione di circa 485.000 km² di terreni ed acque pubbliche.
- Migratory Bird Program: ha la missione di conservare le popolazioni di uccelli migratori e dei loro habitat per le generazioni future, attraverso un attento monitoraggio, ed una gestione efficace, e sostenendo collaborazioni nazionali e internazionali finalizzate a conservare gli habitat per gli uccelli migratori ed altri animali selvatici.
- Federal Duck Stamp: si tratta di francobolli, il cui nome completo è Federal Migratory Bird Hunting and Conservation Stamps, detti comunemente "Duck Stamps" (francobolli anatra), prodotti dal Servizio Postale degli Stati Uniti per conto del FWS che contengono riproduzioni artistiche di anatre ed altri uccelli migratori. Attraverso questi francobolli vengono finanziate le attività del FWS di acquisizione e gestione di zone umide da conservare come habitat per gli uccelli acquatici. Infatti la legge del 16 marzo 1936 nota come Migratory Bird Hunting and Conservation Stamp Act stabilisce che ogni cacciatore di uccelli acquatici di oltre 16 anni di età deve possedere un francobollo federale valido per l'anno in corso. Il costo originale del francobollo era di 1$ per la prima emissione ed è stato successivamente aumentato con una serie di emendamenti fino al 15$ dell'emissione 1991-1992, importo tuttora valido (2010-2011). Attualmente il 98% del ricavo derivante dalla vendita dei francobolli anatra va a finanziare l'acquisto o l'affitto di zone umide che vengono inserite poi nel National Wildlife Refuge System, il resto va a rimborsare le spese di produzione e del concorso annuale per la scelta del soggetto riprodotto sul francobollo.
- National Fish Hatchery System: è un sistema di vivai ittici nazionali istituito nel 1871 dal Congresso degli Stati Uniti. Attualmente comprende 70 vivai distribuiti su 35 stati,  9 centri di salute dei pesci, 7 centri tecnologici di pesce, e un vivaio storico nazionale con annesso museo e archivio a Spearfish nel Sud Dakota.
- Endangered Species program: attraverso questo programma il FWS applica quanto previsto nella legge federale detta Endangered Species Act del 1973, in relazione alle specie terrestri.[1] Le principali attività del programma prevedono: identificazione di specie candidate all'inserimento nella lista di conservazione, consulenza alle altre agenzie federali e strutture territoriali affinché le loro azioni non provochino danni agli habitat delle specie critiche, sovvenzioni e finanziamenti a Stati, tribù e organismi territoriali, per progetti di conservazione del territorio su base volontaria, elaborazione Piani di Conservazione degli Habitat (HCP) per conservare gli ecosistemi da cui dipendono le specie in pericolo e in ultima analisi, contribuire al loro recupero, collaborazione con progetti internazionali di collaborazione per la conservazione di specie a rischio in tutto il Nord America, recupero delle specie minacciate e in pericolo attraverso una serie di strumenti messi a disposizione dalla legge che arrestano o rimuovono le cause di declino consentendo il ritorno della specie ad una situazione di equilibrio.
- Office of Law Enforcement: questo ufficio ha il compito di sorvegliare l'applicazione delle leggi che tutelano la fauna selvatica e le specie in pericolo di estinzione. È costituito da 261 agenti speciali e 122 ispettori della fauna selvatica. Gli agenti speciali operano sul territorio e fanno riferimento a sette uffici regionali. Gli ispettori della fauna selvatica operano prevalentemente presso i porti designati per legge per la spedizione della fauna selvatica più alcune località lungo il confine con il Messico ed il Canada.